# 芹澤興人
芹澤 興人（せりざわ たてと、1980年12月1日 - ）は、日本の俳優。静岡県出身。クォーター・トーン所属。

## 略歴・人物
中央大学文学部哲学科卒業。中学・高校教員免許を取得している。2006年、『仮面ライダーカブト』でテレビドラマに初めて出演する。
2009年に主演した『最低』にて、第10回TAMA NEW WAVEでベスト男優賞を受賞。2011年、『ソーローなんてくだらない』がロンドンで開催された第19回レインダンス映画祭のベスト・インターナショナル作品賞にノミネートされ、渡英して質疑応答に登壇した（受賞は逃した）。2014年には『死神ターニャ』にて、福岡インディペンデント映画祭2014で俳優賞を受賞。
趣味は読書、映画鑑賞、神社・仏閣・城巡り。特技はバスケットボール。メジャー作品からインディーズ作品まで幅広く、バイプレイヤーとして活躍する。

## 出演作品

### 映画
- パッチギ! LOVE&PEACE（2007年、井筒和幸監督） - 男性タレント 役
- 最低（2009年、今泉力哉監督） - 主演・正雄 役
- つむじ風食堂の夜（2009年、篠原哲雄監督） - 果物屋の青年 役
- 小川の辺（2011年、篠原哲雄監督） - 五間川の百姓 役
- 青春H ソーローなんてくだらない（2011年、吉田浩太監督） - 主演・安岡晴生 役
- 生きてるものはいないのか（2012年、石井岳龍監督） - ナイトウ 役
- Cut（2012年、アミール・ナデリ監督） - 素人 役
- わが母の記（2012年、原田眞人監督） - 本を運ぶ男 役
- LOVE まさお君が行く!（2012年、大谷健太郎監督） - アパート住人 役
- いとしのひなちゃん（2012年、畑中大輔監督） - 主演・伊藤 役
- 舟を編む（2013年、石井裕也監督） - 合宿の校正技術者A 役
- さよならドビュッシー（2013年、利重剛監督） - 榊間刑事 役
- 許されざる者（2013年、李相日監督） - 浜本巡査 役
- Miss ZOMBIE（2013年、SABU監督） - 高田 役
- 年上ノ彼女（劇場版）（2014年、植田中監督・宇田川大吾監督・吉村典久監督） - 早矢仕慎司 役
- 闇金ウシジマくん Part2（2014年、山口雅俊監督） - 現場監督・黒部 役
- ぼくたちの家族（2014年、石井裕也監督） - 店員 役
- 青天の霹靂（2014年、劇団ひとり監督） - アパートの住人 役
- 福福荘の福ちゃん（2014年、藤田容介監督） - 馬淵典彦 役
- バンクーバーの朝日（2014年、石井裕也監督） - ケン早坂 役
- 百円の恋（2014年、武正晴監督） - 浮浪者 役
- Life works vol.3「なぐさめるということ」（2015年、利重剛監督） - 主演
- 死神ターニャ（2015年、塩出太志監督） - 主演・佐々木 役
- 独裁者、古賀。（2015年、飯塚俊光監督） - 黒柳 役
- 父ありき、母のにおい（2015年、戸田彬弘監督） - 主演・鈴谷哲 役
- テイク8（2015年、上田慎一郎監督） - 主演・日暮隆夫 役 ※「上田慎一郎ショートムービーコレクション」（2018年）の一編
- 知らない、ふたり（2016年、今泉力哉監督） - 荒川巳喜男 役
- リップヴァンウィンクルの花嫁（2016年、岩井俊二監督） - 堤啓介 役
- 64-ロクヨン- 前編/後編（2016年、瀬々敬久監督） - 鳥谷 役
- ヒーローマニア-生活-（2016年、豊島圭介監督） - 通り魔 役
- 黒い暴動❤（2016年、宇賀那健一監督） - カメラマン助手 役
- いたくても いたくても（2016年、堀江貴大監督） - 宇野貴文 役
- たゆたう（2017年、山本文監督）
- ポエトリーエンジェル（2017年、飯塚俊光監督） - 土井浩二 役
- トモシビ〜銚子電鉄6.4kmの軌跡〜（2017年、杉山泰一監督） - 警官 役
- 地の塩 山室軍平（2017年、東條政利監督） - 高城丑五郎 役
- エキストランド（2017年、坂下雄一郎監督） - 業界人 役
- ウタモノガタリ-CINEMA FIGHTERS project-「ファンキー」（2018年、石井裕也監督）
- 岬の兄妹（2018年、片山慎三監督） - ホームレスの男 役
- 漫画誕生（2019年、大木萠監督） - 横山隆一 役
- 魔法少年☆ワイルドバージン（2019年、宇賀那健一監督） - 月野雅臣 役
- プリズン13（2019年8月30日、渡辺謙作監督） - ヤマネ 役[7]
- いのちスケッチ（2019年11月15日、瀬木直貴監督） - 猿渡俊彦 役
- 屍人荘の殺人（2019年12月13日、木村ひさし監督）
- エキストロ（2020年3月13日、村橋直樹監督）
- 生きちゃった（2020年10月3日、石井裕也監督）
- あの頃。（2021年2月19日、今泉力哉監督） - ナカウチ 役[8]
- 街の上で（2021年4月9日、今泉力哉監督）
- 茜色に焼かれる（2021年5月21日、石井裕也監督） - 滝 役
- 海辺の金魚（2021年6月25日、小川紗良監督） - タカ兄 役
- アジアの天使（2021年7月2日、石井裕也監督） - 天使 役
- かそけきサンカヨウ（2021年10月15日、今泉力哉監督）
- 猫は逃げた（2022年3月18日、今泉力哉監督） - 竹原 役
- Sexual Drive（2022年4月29日、監督：吉田浩太） - 栗田 役
- きさらぎ駅（2022年6月3日、永江二朗監督） - 花村貴史 役[9]
  - きさらぎ駅 Re:（2025年6月13日、永江二朗監督）[10]
- ドーナツもり（2022年12月2日、定谷美海監督）
- 愛にイナズマ（2023年10月27日、石井裕也監督、東京テアトル） - バーのマスター 役
- PERFECT DAYS（2023年12月22日、ヴィム・ヴェンダース監督） - タクシー運転手 役[11]
- 風よ あらしよ 劇場版（2024年2月9日） - 久板卯之助 役[12]
- 祝日（2024年5月17日、伊林侑香監督） - アフロ 役[13][14]
- 恋愛終婚（2024年10月18日、岡元雄作監督） - 佐島武志 役[15][16]
- 室町無頼（2025年1月17日、入江悠監督）[17]
- 国宝（2025年6月6日、李相日監督）
- スノードロップ（2025年10月10日公開予定、吉田浩太監督）[18]

### テレビドラマ
- 仮面ライダーシリーズ（テレビ朝日）
  - 仮面ライダーカブト（2006年8月6日） - 目撃者 役[19]
  - 仮面ライダービルド（2017年12月24日 - 2018年2月11日・3月25日・7月29日 - 8月26日） - 青羽 / スタッグハードスマッシュ / スタッグハザードスマッシュ / スタッグロストスマッシュ 役
- なぜ東堂院聖也16歳は彼女が出来ないのか?（2014年11月10日、名古屋テレビ） - 野球部監督 役
- 大河ドラマ（NHK総合）
  - おんな城主 直虎 第1回 - 第12回（2017年1月8日 - 3月26日） - 今村藤七郎 役
  - いだてん〜東京オリムピック噺〜 第2回（2019年1月13日） - 若い衆 役
  - 鎌倉殿の13人 第1回 - 第9回（2022年1月9日 - 3月6日） - 江間次郎 役
  - べらぼう〜蔦重栄華乃夢噺〜 第7回 - （2025年2月16日 - ） - 小泉忠五郎 役[20]
- CRISIS 公安機動捜査隊特捜班（2017年4月11日 - 6月13日、関西テレビ） - 吉行 役
- 岐阜にイジュー!（2017年4月25日 - 6月27日、名古屋テレビ） - 宇野大輔 役
- シグナル 長期未解決事件捜査班 第1話（2018年4月10日、関西テレビ） - 丸岡 役
- NHK ミステリースペシャル『満願』第2夜「夜警」（2018年8月15日、NHK総合） - 工事現場監督 役
- 乱反射（2018年9月22日、テレビ朝日） - 小林麟太郎 役
- 日曜プライム 棟居刑事シリーズ11（2019年2月17日、テレビ朝日） - 岩松達也 役
- his〜恋するつもりなんてなかった〜（2019年4月9日 - 5月7日、名古屋テレビ） - 髙木大 役
- ザ・リアリティ・ショー～突然コマーシャルドラマ2～（2019年4月20日、フジテレビ） - 蒲生監督 役[21]
- 刑事7人シーズン5 第4話「悪魔に取りつかれた家族ーある死刑囚からの告白」（2019年8月7日、テレビ朝日） - 富岡忠司 役
- ボイス 110緊急指令室 第7話（2019年9月4日、日本テレビ） - 高木道人 役
- びしょ濡れ探偵 水野羽衣 第11話（2019年9月12日、テレビ東京） - 稲垣 役
- 時効警察はじめました 第7話（2019年11月29日、テレビ朝日） - 吉田和夫 役
- エ・キ・ス・ト・ラ!!!（2020年1月17日 - 3月20日、関西テレビ） - 黒沢盛夫 役
- 連続テレビ小説（NHK総合）
  - エール（2020年） - 新田先生 役
  - らんまん (2023年)　- 荒谷佐太郎 役
- 行列の女神〜らーめん才遊記〜 第4話（2020年5月11日、テレビ東京） - あごだしラーメン店「とび屋」飛田 役
- 青きヴァンパイアの悩み（2021年2月8日 - 3月29日、TOKYO MX） - 大藪春樹 役
- 月曜プレミア8 脳科学弁護士 海堂梓 ダウト（2021年4月12日、テレビ東京） - 関根将太 役
- 村井の恋（2022年4月6日 - 5月25日、TBS） - 武将1 役
- WOWOWオリジナルドラマ ヒル Season2 第1話・第3話（2022年4月15日・29日、WOWOWプライム）
- しろめし修行僧 第4話（2022年4月30日、テレビ東京） - 鉄山 役
- シネコンへ行こう!（2022年7月4日 - 、BS松竹東急） - 渋井寛治 役[22]
- 風よ あらしよ（2022年） - 久板卯之助 役
- 杉咲花の撮休 第2話「ちいさな午後」（2023年2月17日、WOWOW） - リストラされた男 役[23]
- 犬神家の一族（2023年4月22日・29日、NHK BSP・BS4K） - 猿蔵 役[24]
- かしましめし 第4話（2023年5月1日、テレビ東京） - ノリタケ 役
- ラストマン-全盲の捜査官- 第5話（2023年5月21日、TBS） - 古郡信武 役
- ああ、ラブホテル 〜秘密〜 第6話「十八番」（2023年6月23日、WOWOW） - マサオ 役[25]
- OZU 〜小津安二郎が描いた物語〜 最終話「青春の夢いまいづこ」（2023年12月17日、WOWOW） - 毛利 役[26]
- あれからどうした 第3話「制服を脱いだ警察官」（2023年12月28日、NHK総合） - 寺田祐樹 役[27]
- 黄金の刻〜服部金太郎物語〜（2024年3月30日、テレビ朝日） - 坂田久光 役
- 24時間テレビ ドラマスペシャル『欽ちゃんのスミちゃん 〜萩本欽一を愛した女性〜』（2024年8月31日、日本テレビ） - 演出家 役[28][29]
- ドラマW ゴールデンカムイ -北海道刺青囚人争奪編- 第2話（2024年10月13日、WOWOW） - ニシン漁場の労働者 役
- 御曹司に恋はムズすぎる（2025年1月7日 - 3月25日、関西テレビ・フジテレビ） - リチャード 役[30]
- 秘密〜THE TOP SECRET〜 第3話・第4話・第9話・第10話（2025年2月10日・17日・3月24日・31日、関西テレビ・フジテレビ） - 倉辻政信 役[31]

### ラジオドラマ
- FMシアター（NHK-FM）
  - 『ままなる』（2025年4月12日） - 先生 役[32]

### オリジナルビデオ
- ビルド NEW WORLD 仮面ライダーグリス（2019年11月27日） - 相河修也（青羽） / スタッグスマッシュ 役[33]

### 劇場アニメ
- 音楽（2020年） - 朝倉 役

### 舞台
- 魔法（2011年） - ラズカルズ公演

### CM・広告
- リクルート・タウンワーク「その経験は味方だ。・引っ越し」篇（2014年）

### 配信ドラマ
- 1122 いいふうふ（2024年6月14日配信予定、Amazon Prime Video） - バーテンダー 役[34]

### その他
- 乃木坂46 白石麻衣 個人PV「白石麻衣似の多田敦子」（2016年、今泉力哉監督）
- ももいろクローバーZ MV「華麗なる復讐」（2019年、松永光明監督）